# Limatola
Limatola község (comune) Olaszország Campania régiójában, Benevento megyében.

## Fekvése
A megye délnyugati részén fekszik, 35 km-re északkeletre Nápolytól, 30 km-re nyugatra a megyeszékhelytől. Határai: Caiazzo, Caserta, Castel Campagnano, Castel Morrone, Dugenta, Piana di Monte Verna és Sant’Agata de’ Goti.

## Története
A település valószínűleg az ókori szamnisz Saticula város utódja. Első említése a longobárd időkből (9. század) származik. A következő századokban nemesi birtok volt. A 19. században nyerte el önállóságát, amikor a Nápolyi Királyságban felszámolták a feudalizmust.

## Népessége
A népesség számának alakulása:

## Főbb látnivalói
- Sant’Eligio-templom
- San Biagio-templom
- Madonna dell’Annunziata-templom